# Hesperinus rohdendorfi
Hesperinus rohdendorfi är en tvåvingeart som beskrevs av Nina Krivosheina och Boris Mamaev 1967. Hesperinus rohdendorfi ingår i släktet Hesperinus och familjen Hesperinidae. Inga underarter finns listade i Catalogue of Life.